# 小行星11516
小行星11516（11516 Arthurpage）是一颗绕太阳运转的小行星，为主小行星带小行星。该小行星于1991年3月19日发现。
該小行星以澳大利亞天文學家亞瑟·佩吉（Arthur Page）命名。

## 轨道参数
小行星11516的轨道半长轴为342 625 574 km，2.2902779 UA，离心率为0.109。